# Денгоф, София фон
София Юлиана Фридерика фон Денгоф (нем. Sophie Juliane Friederike von Dönhoff; 17 октября 1768, Бейнуннен в Восточной Пруссии — 28 января 1834 или 1838, поместье Бербаум в Верхнем Барниме) — графиня из рода Денгоф, морганатическая супруга короля Пруссии Фридриха Вильгельма II.
Графиня София фон Денгоф прибыла к прусскому двору в качестве фрейлины королевы Фридерики Луизы. Спустя год, 11 апреля 1790 года в Шарлоттенбургском дворце она вступила в морганатический брак с королём Пруссии Фридрихом Вильгельмом. Она слыла оригиналкой и выглядела молодо, за что при дворе её прозвали Гебой. София была талантливой пианисткой и певицей.
Вскоре у молодых супругов возникли непримиримые противоречия, и развод состоялся уже в июне 1792 года. Софии не удалось вывести супруга из под влияния Ганса Рудольфа Бишофвердера и прекратить его отношения с Вильгельминой Энке. Король отвергал попытки вмешательства Софии в политические дела. Несмотря на непродолжительный брак, в нём родились двое детей. В 1805 году графиня фон Денгоф приобрела поместье Бербаум в современном Хеккельберг-Брунове и посвятила себя сельскому хозяйству. Умерла в своём поместье и была похоронена на местном церковном кладбище.

## Потомки
- Фридрих Вильгельм фон Бранденбург (1792—1850), будущий премьер-министр Пруссии
- Юлия фон Бранденбург (1793—1848), замужем за Фердинандом Фридрихом Ангальт-Кётенским.